# Andreas Dresen
Andreas Dresen, né le 16 août 1963 à Gera, est un réalisateur allemand.
Il est élu membre de l'Académie des arts de Berlin en 1998.

## Filmographie
- 1992 : Pays tranquille (Stilles Land)
- 1994 : Mon étrange mari (Mein unbekannter Ehemann)
- 1994 : Andere Leben des Herrn Kreins
- 1997 : Raus aus der Haut (de)
- 1999 : Rencontres nocturnes (Nachtgestalten)
- 2000 : L'Inspectrice de police (de) (Die Polizistin)
- 2002 : Grill Point (Halbe Treppe)
- 2005 : Willenbrock (de)
- 2005 : Un été à Berlin (Sommer vorm Balkon)
- 2008 : Septième Ciel (Wolke Neun)
- 2009 : Whisky avec vodka (de) (Whisky mit Wodka)
- 2011 : Pour lui (Halt auf freier Strecke)
- 2015 : Le Temps des rêves (Als wir träumten)
- 2017 : Timm Thaler (de) (Timm Thaler oder Das verkaufte Lachen)
- 2018 : Gundermann
- 2022 : Rabiye Kurnaz gegen George W. Bush
- 2024 : Berlin, été 42 (In Liebe, Eure Hilde)

### Courts métrages
- 1985 : Der kleine Clown
- 1987 : Schritte des anderen
- 1987 : Konsequenzen - Peters/25
- 1988 : Nachts schlafen die Ratten
- 1988 : Was jeder muß...
- 1990 : Zug in die Ferne
- 1991 : So schnell es geht nach Istanbul, prix du public au Bamberger Kurzfilmtage
- 1991 : Die Narren sterben nicht aus
- 1991 : Lulu
- 1992 : Es bleibt alles ganz anders

### Documentaires
- 1989 : Jenseits von klein Wanzleben
- 1990 : Simbabwe - Träume von der Zukunft
- 1993 : Krauses Kneipe
- 1994 : Kuckuckskinder
- 2003 : Denk ich an Deutschland - Herr Wichmann von der CDU
- 2012 : Herr Wichmann aus der dritten Reihe

## Récompenses et distinctions
- 2019 : 69e cérémonie du Deutscher Filmpreis : Meilleur film et Meilleure réalisation pour Gundermann[2],[3].